# Béon (Ain)
Béon is een plaats en voormalige gemeente in het Franse departement Ain in de regio Auvergne-Rhône-Alpes. Béon telde op 1 januari 2020 439 inwoners.

## Geschiedenis
Op 1 januari 2023 fuseerde Béon met de gemeente Culoz tot de commune nouvelle Culoz-Béon.

## Geografie
De oppervlakte van Béon bedraagt 10,3 km², de bevolkingsdichtheid is 43 inwoners per km² (per 1 januari 2019).
De onderstaande kaart toont de ligging van Béon met de belangrijkste infrastructuur en aangrenzende gemeenten.

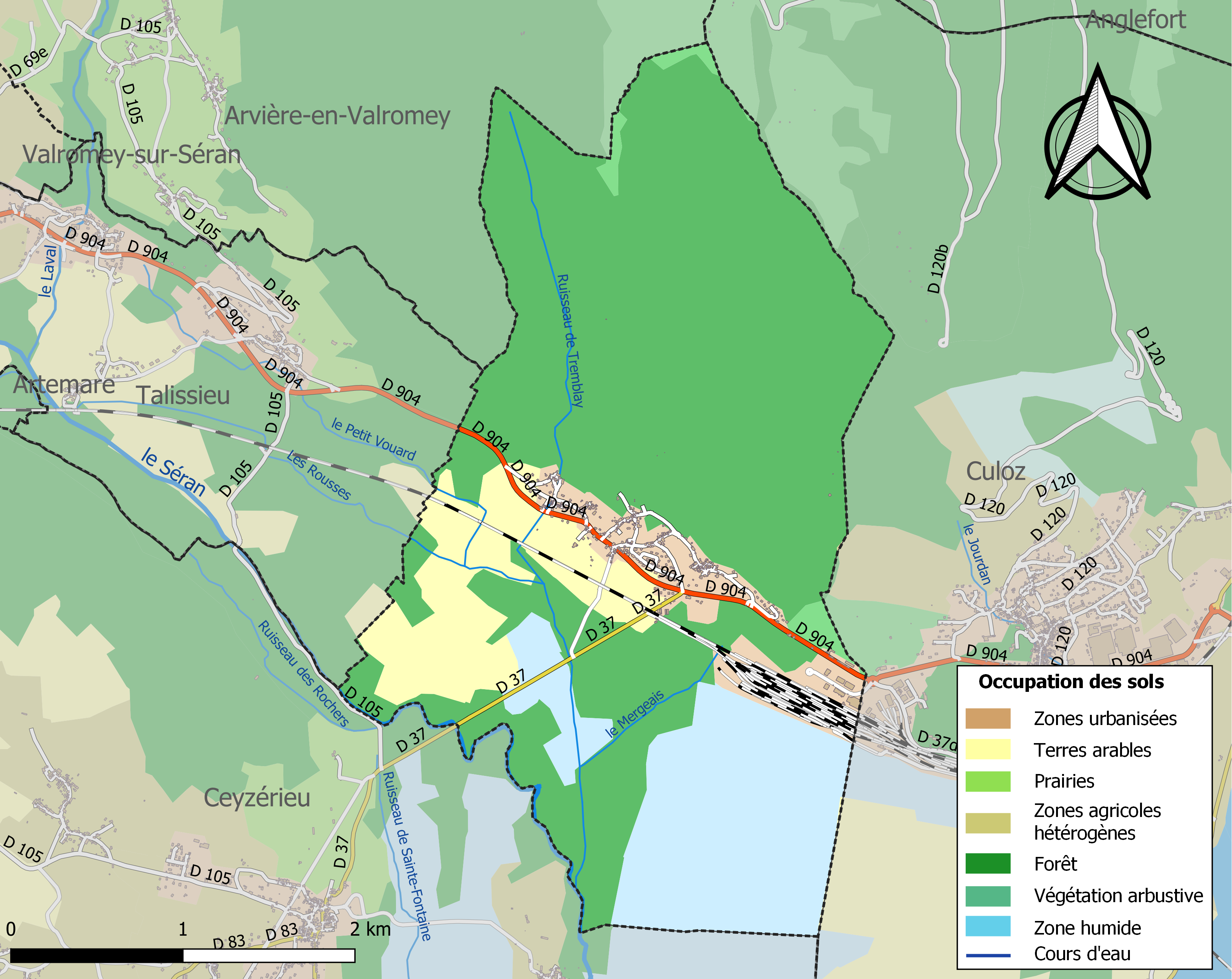

## Demografie
Onderstaande figuur toont het verloop van het inwoneraantal van Béon vanaf 1968.
Vanwege een beveiligingsprobleem met de MediaWiki Graph-software is het momenteel niet mogelijk deze grafiek weer te geven. Zodra de software is bijgewerkt zal de grafiek vanzelf weer zichtbaar worden.